# Spongia osculosa
Spongia osculosa är en svampdjursart som först beskrevs av Lendenfeld 1889.  Spongia osculosa ingår i släktet Spongia och familjen Spongiidae. Inga underarter finns listade i Catalogue of Life.